# Андрей Йорданов
Андрей Йорданов Йорданов (роден на 6 септември 2001 г.) е български футболист, който играе на поста ляво крило.

## Кариера
Йорданов е юноша на Бузлуджа, откъдето преминава в школата на Велбъжд, но през лятото на 2013 преминава в школата на ЦСКА (София). През март 2016 е взет да тренира с първия отбор на тима за кратко, но не записва дебют. Шампион на България с юношеския тим на армейците през сезон 2016/17. В началото на 2019 е взет в първия тим и записва дебют срещу Септември (София) на 2 март 2019. През следващия сезон 2019/20 играе за тима на ЦСКА до 19 години, като става шампион на България, но записва участие в контролни срещи за първия тим. В началото на сезон 2020/21 е даден под наем на Литекс. На 13 януари 2021 подписва с Кюстендил. От края на май 2021 се състезава за втория отбор на ЦСКА 1948. През февруари 2022 се присъединява към Царско село. Дебютира на 20 февруари при загубата с 1:2 като домакин на Берое.

### Пирин Благоевград
На 12 юни 2022 г. Йорданов подписва с благоевградския Пирин. Прави дебюта си на 9 юли при загубата с 2:1 като гост на Локомотив (Пловдив).

### Крумовград
На 30 юни 2023 г. Андрей е обявен за ново попълнение на Крумовград. Дебютира на 14 юли при победата с 3:1 като домакин на Лудогорец.

## Национална кариера
През 2017 г. Андрей записва две участия за отбора на България до 17 г. в квалификациите за Европейското първенство по футбол за юноши до 17 г.